# Behmbank
Koordinaten: 76° 21′ S, 30° 0′ W
Die Behmbank ist eine Bank im antarktischen Weddell-Meer. Sie liegt unweit der Küste des Coatslands.
Benannt ist sie auf Vorschlag des Vermessungsingenieurs und Glaziologen Heinrich Hinze vom Alfred-Wegener-Institut nach dem deutschen Physiker Alexander Behm (1880–1952), der zwischen 1912 und 1913 ein Verfahren für die Echolotmessung entwickelte. Die Benennung wurde im Juni 1997 durch das US-amerikanische Advisory Committee on Undersea Features (ACUF) bestätigt.